# Distrito Escolar Independiente de Harlandale
Distrito Escolar Independiente de Harlandale (Harlandale Independent School District, HISD) es un distrito escolar del Condado de Bexar (Texas). Tiene su sede en San Antonio. Sirve una área de 14 millas cuadradas en el sur de San Antonio. A partir de 2016 tiene 1.110 maestros/profesores, 1.016 otros empleados, y 15.154 estudiantes.

## Escuelas
Escuelas preparatorias:
- Harlandale High School
- McCollum High School
- STEM Early College High School